# Coatonia phylloniscoides
Coatonia phylloniscoides là một loài chân đều trong họ Titaniidae. Loài này được Kensley miêu tả khoa học năm 1971.